# Julius H. Schoeps
Julius Hans Schoeps (né le 1er juin 1942 à Djursholm, Suède) est un historien et politologue allemand.
Il est le directeur fondateur du Centre Moses-Mendelssohn d'études juives européennes (de) à l'Université de Potsdam et président du conseil d'administration de la Fondation Moses-Mendelssohn (de). Schoeps est le premier directeur et cofondateur de l'Institut Salomon-Ludwig-Steinheim (de) à Duisbourg.

## Biographie
Julius H. Schoeps, qui compte parmi ses ancêtres le philosophe Moses Mendelssohn (1729-1786) et le réformateur religieux et entrepreneur textile David Friedländer (1750-1834), est né pendant l'exil de ses parents, le philosophe religieux et historien Hans-Joachim Schoeps (1909-1980) et Dorothee Busch (1915–1996), à Djursholm/Suède. C'est également là que son frère cadet Manfred est né le 1er janvier 1944. En 1948, Schoeps suit son père, qui est déjà rentré d'exil en Allemagne en 1946.
En 1963, Schoeps passe son Abitur et commence des études d'histoire, de sciences politiques, de communication et de théâtre à Erlangen et à l'Université libre de Berlin. En 1969, il obtient son doctorat et en 1973, il obtient son habilitation. De 1974 à 1991, il est professeur de sciences politiques à l'Université de Duisbourg et, de 1986 à 1991, il est également le directeur fondateur de l'Institut Salomon-Ludwig-Steinheim (de) pour l'histoire juive allemande à Duisbourg. Entre 1980 et 2007, Schoeps occupe des postes de professeur invité à Budapest, Tel-Aviv, New York, Oxford et Seattle.
Depuis la fin des années 1960, Schoeps travaille comme journaliste pour des quotidiens et des hebdomadaires (dont Die Zeit, Die Welt, FAZ, NZZ, PNN), des magazines et de nombreuses stations de radio et de télévision.
De 1991 à 1994, Schoeps est membre du sénat fondateur de l'Université de Potsdam et de 1991 au semestre d'été 2007, il est professeur d'histoire moderne (axée sur l'histoire juive allemande) à l'Université de Potsdam. De 1992 à 2014, il est le directeur fondateur du Centre Moses-Mendelssohn d'études juives européennes (de), un institut affilié à l'Université de Potsdam. De 2001 à 2007, Schoeps est également porte-parole de l'école doctorale DFG "Makom – Ort und Orte im Judentum" à l'Université de Potsdam.
De 1984 à 2014, Schoeps est président de la Société d'histoire intellectuelle (de) (GGG) fondée par son père Hans-Joachim Schoeps à Erlangen en 1958 et est le rédacteur en chef du Zeitschrift für Religions- und Geistesgeschichte (ZRGG). De 1993 à 1997, Schoeps est le directeur fondateur du Musée juif de Vienne (de), de 1995 à 2005 le directeur fondateur de l'Académie Moses-Mendelssohn à Halberstadt, et depuis 2018, il est président du conseil d'administration.
Depuis 2002, Schoeps est président de la Fondation Moses-Mendelssohn, qui s'inscrit dans la tradition de la Fondation Moses Mendelssohn pour l'avancement des sciences humaines fondée en 1929. La fondation - fondée par les descendants de Mendelssohn et des membres de la famille Mendelssohn-Bartholdy - promeut l'éducation, la formation, la science et la recherche dans le domaine de l'histoire et de la culture juives européennes. La fondation est actionnaire du groupe d'entreprises GBI et dans ce contexte est impliquée dans des projets de construction caritatifs, dont la construction et la gestion de résidences étudiantes dans différentes villes d'Allemagne et d'Autriche.
Depuis 2003, en tant que porte-parole des héritiers du banquier Paul von Mendelssohn-Bartholdy (de), Schoeps se bat pour la restitution de diverses œuvres d'art lui ayant appartenu. Début 2009, un accord est conclu avec le Guggenheim Museum et au Museum of Modern Art de New York. En janvier 2010, les héritiers concluent un accord avec le propriétaire du tableau de Picasso Portrait d'Angel Fernández de Soto, Andrew Lloyd Webber. Le tableau est resté en possession de Webber, qui le vend ensuite à la maison de vente aux enchères Christie's en juin 2010,.
De 2008 à 2014, Julius H. Schoeps est porte-parole de l'école doctorale Walther Rathenau « Liberalismus und Demokratie: Zur Genealogie und Rezeption politischer Bewegungen von der Aufklärung bis zur Gegenwart » de la Fondation Friedrich-Naumann pour la liberté et, depuis 2014, du Collège Ludwig Rosenberg (de) « Historische Bezüge zwischen Arbeiterbewegung und Judentum » par la Fondation Hans-Böckler (de). Les élèves de Schoeps sont entre autres Anna Carolin Augustin, Sven Brömsel, Hannah Lotte Lund, Barbara Steiner, Olaf Glöckner (de), Anna-Dorothea Ludewig, Alexandra Nocke, Dekel Peretz, Ines Sonder, Susanne Urban-Fahr, Elke-Vera Kotowski et Armin Pfahl-Traughber (de). Schoeps est membre de l'association des écrivains Centre PEN Allemagne (de).
L'œuvre scientifique de Julius H. Schoeps traite des questions d'histoire religieuse et intellectuelle, de l'histoire des idées politiques et de l'histoire des relations germano-juives. En tant qu'éditeur et coéditeur, Schoeps édite des écrits et des lettres d'auteurs germanophones des XIXe et XXe siècles. siècle (dont de Felix Busch (de), Hermann Cohen, Gabriel Riesser, Theodor Herzl, Léon Pinsker, Aaron Bernstein (de), Franz Oppenheimer, Karl Emil Franzos, Fritz Heymann (de), Hans-Joachim Schoeps). Plusieurs des livres de Schoeps et nombre de ses essais sont disponibles dans différentes langues.

## Récompenses
- 1997 : Rathausmann d'or de la ville de Vienne (de)
- 2005 : Croix Fédérale du Mérite de 1re classe
- 2009 : Croix d'honneur autrichienne pour la science et l'art (de), 1re classe
- 2014 : Ordre du mérite de l'État de Brandebourg (de)[6]
- 2020 : Grand-Croix du Mérite de la République fédérale d'Allemagne

## Publications (sélection)

### En tant qu'auteur et coauteur
- Von Olmütz nach Dresden 1850/51. Ein Beitrag zur Geschichte der Reformen am Deutschen Bund (= Veröffentlichungen aus den Archiven Preußischer Kulturbesitz. Band 7). Grote, Köln / Berlin [West] 1972,  (ISBN 3-7745-0234-X).
- Bismarck und sein Attentäter. Der Revolveranschlag Unter den Linden am 7. Mai 1866. Ullstein, Berlin [West] 1984,  (ISBN 3-550-07963-X).
- Über Juden und Deutsche. Historisch-politische Betrachtungen. Burg-Verlag, Stuttgart/ Bonn 1986. (2., überarbeitete und erweiterte Neuauflage (= Deutsche-jüdische Geschichte durch drei Jahrhunderte. Band 4). Olms, Hildesheim 2010)
- Leiden an Deutschland. Vom antisemitischen Wahn und der Last der Erinnerung. Piper, München 1990,  (ISBN 3-492-11220-X).
- Bürgerliche Aufklärung und liberales Freiheitsdenken. A. Bernstein in seiner Zeit (= Studien zur Geistesgeschichte. Band 14). Burg-Verlag, Stuttgart/ Bonn 1992,  (ISBN 3-922801-51-X).
- Theodor Herzl und die Dreyfus Affäre (= Wiener Vorlesungen. Band 34). Picus, Wien 1995.
- Theodor Herzl 1860–1904. Wenn Ihr wollt, ist es kein Märchen. Eine Bild-Text-Monographie. Wien 1995.
- Deutsch-jüdische Symbiose oder die mißglückte Emanzipation. Bodenheim/Mainz 1996. Lizenzausgabe für die Wissenschaftliche Buchgesellschaft, Darmstadt 1996; Neuauflage unter dem Titel Die missglückte Emanzipation. Wege und Irrwege deutsch-jüdischer Geschichte. Philo, Berlin u. a. 2002, 2. Auflage,  (ISBN 3-8257-0220-0).
- Das Gewaltsyndrom. Verformungen und Brüche im deutsch-jüdischen Verhältnis. Argon, Berlin 1998,  (ISBN 3-87024-463-1).
- Preußen. Geschichte eines Mythos. Bebra, Berlin 2000,  (ISBN 3-89809-003-5). TB-Ausgabe 2004, Philo Verlag,  (ISBN 3-8257-0362-2)
- Mein Weg als deutscher Jude. Autobiographische Notizen. Pendo, Zürich 2003,  (ISBN 3-85842-544-3).
- „Du Doppelgänger, du bleicher Geselle …“. Deutsch-jüdische Erfahrungen im Spiegel dreier Jahrhunderte 1700–2000. Philo, Berlin/ Wien 2004,  (ISBN 3-8257-0361-4).
- Palästinaliebe. Leon Pinsker, der Antisemitismus und die Anfänge der nationaljüdischen Bewegung in Deutschland. Philo, Berlin/ Wien 2005,  (ISBN 3-86572-530-9).
- als Mitautor: Building a Diaspora. Russian Jews in Israel, Germany and the USA (= International Comparative Social Studies. Band 13). Brill, Leiden 2006,  (ISBN 90-04-15332-2).
- Das Erbe der Mendelssohns. Biographie einer Familie. S. Fischer, Frankfurt am Main 2009,  (ISBN 978-3-10-073606-2).
- David Friedländer. Freund und Schüler Moses Mendelssohns. Olms, Hildesheim 2012; 2. Auflage ebenda 2017,  (ISBN 978-3-487-08592-0).
- Pioneers of Zionism: Hess, Pinsker, Rülf. Messianism, Settlement Policy, and the Israeli-Palestinan Conflict. De Gruyter, Berlin/ Boston 2013,  (ISBN 978-3-11-031458-8).
- Der König von Midian. Paul Friedmann und sein Traum von einem Judenstaat auf der arabischen Halbinsel. Koehler & Amelang, Leipzig 2014,  (ISBN 978-3-7338-0398-8).
- Begegnungen. Menschen, die meinen Lebensweg kreuzten. Suhrkamp, Berlin 2016,  (ISBN 978-3-633-54278-9).
- Hat der Siedlungsgedanke in der zionistischen Ideologie noch eine Zukunft. AphorismA, Berlin 2017,  (ISBN 978-3-86575-579-7).
- Düstere Vorahnungen. Deutschlands Juden am Vorabend der Katastrophe (1933–1935). Hentrich & Hentrich, Leipzig 2018,  (ISBN 978-3-95565-273-9), TB-Ausgabe 2021  (ISBN 978-3-95565-439-9).
- Dorothea Veit/Schlegel. Ein Leben zwischen Judentum und Christentum. Hentrich & Hentrich, Berlin 2020 (= Jüdische Miniaturen. Band 250),  (ISBN 978-3-95565-388-0).
- Gabriel Riesser. Demokrat-Freiheitskämpfer-Vordenker. Hentrich & Hentrich, Leipzig 2020 (= Jüdische Miniaturen. Band 256),  (ISBN 978-3-95565-412-2).
- Im Kampf um die Freiheit. Preußens Juden im Vormärz und in der Revolution von 1848. Hamburg 2022,  (ISBN 978-3-86393-136-0)

### En tant qu'éditeur
- mit Joachim H. Knoll: Friedrich Albert Lange. Leben und Werk. Braun Verlag, Duisburg 1975.
- mit Immanuel Geiss: Revolution und Demokratie in Geschichte und Literatur. Festschrift für Walter Grab. Braun Verlag, Duisburg 1979.
- mit Walter Grab (de): Juden im Vormärz und in der Revolution 1848. Burg Verlag, Stuttgart/Bonn 1983.
- mit Joachim H. Knoll: Von kommenden Zeiten. Geschichtsprophetien im 19. und 20. Jahrhundert. Burg Verlag, Stuttgart/Bonn 1984.
- mit Alphons Silbermann (de): Antisemitismus nach dem Holocaust. Bestandsaufnahme und Erscheinungsformen in deutschsprachigen Ländern. Köln 1986.
- mit Walter Grab: Juden in der Weimarer Republik. Burg Verlag, Stuttgart/ Bonn 1986.
- mit Heinz Kremers (de): Das jüdisch-christliche Religionsgespräch (= Studien zur Geistesgeschichte. Band 9). Burg Verlag, Stuttgart/ Bonn 1988.
- Juden als Träger bürgerlicher Kultur in Deutschland (= Studien zur Geistesgeschichte. Band 11). Burg Verlag, Stuttgart/ Bonn 1989,  (ISBN 3-922801-48-X).
- Neues Lexikon des Judentums. Gütersloher Verlagshaus, Gütersloh 1992,  (ISBN 3-579-02305-5).
- mit Arno Herzig: Reuchlin und die Juden (= Pforzheimer Reuchlinschriften, Bd. 3), Sigmaringen 1993,  (ISBN 3-7995-6029-7)
- mit Eberhard Jäckel und Peter Longerich: Enzyklopädie des Holocaust, 3 Bände. Argon, Berlin 1993. (Taschenbuch-Ausgabe: Piper, München 1995 und 1998).
- mit Joachim Schlör: Antisemitismus. Vorurteile und Mythen. Piper, München 1995,  (ISBN 3-492-03796-8).
- mit Stépane Moses und Joachim Schlör: Manès Sperber als Europäer. Eine Ethik des Widerstandes. Edition Hentrich, Berlin 1996.
- mit Willi Jasper (de) und Bernhard Vogt: Russische Juden in Deutschland. Integration und Selbstbehauptung in einem fremden Land. Beltz, Weinheim 1996.
- mit Stépane Moses und Joachim Schlör: Manès Sperber als Europäer. Eine Ethik des Widerstandes. Edition Hentrich, Berlin 1996,  (ISBN 3-89468-165-9).
- mit Peter Krüger und Irene Diekmann: Der verkannte Monarch. Friedrich Wilhelm IV in seiner Zeit (= Brandenburgisch Historische Studien. Band 1), Potsdam 1997,  (ISBN 3-930850-67-2).
- mit Michael Ley: Der Nationalsozialismus als politische Religion. Philo Verlag, Bodenheim bei Mainz 1997,  (ISBN 3-8257-0032-1).
- Wirtschaft und Gesellschaft. Franz Oppenheimer und die Grundlegung der Sozialen Marktwirtschaft. Philo Verlag, Bodenheim bei Mainz 1999,  (ISBN 3-8257-0128-X).
- Enteignet durch die Bundesrepublik Deutschland. Der Fall Mendelssohn-Bartholdy. Eine Dokumentation. Philo Verlag, Bodenheim bei Mainz 1997,  (ISBN 3-8257-0045-3).
- mit Irene Diekmann und Peter Krüger: Geopolitik. Grenzgänge im Zeitgeist.  Teil 1: 1890 bis 1945. Teil 2: 1945 bis zur Gegenwart. Verlag für Berlin Brandenburg, Potsdam 2000,  (ISBN 3-932981-68-5).
- mit Tobias G. Natter: Max Liebermann und die französischen Impressionisten. Dumont, Bonn 1997,  (ISBN 3-7701-4294-2).
- Leben im Land der Täter. Juden im Nachkriegsdeutschland (1845–1952). Berlin 2001,  (ISBN 3-934658-17-2).
- mit Andreas Nachama und Hermann Simon: Juden in Berlin. 3 Bände. Henschel, Berlin/ Leipzig 2001–2009,  (ISBN 3-89487-336-1).
  - Band 1: Die Juden in Berlin. 2001,  (ISBN 3-89487-336-1).
  - Band 2: Biographien. Hrsg. von Elke-Vera Kotowski. 2005,  (ISBN 3-89487-461-9).
  - Band 3: Bilder, Dokumente, Selbstzeugnisse. Hrsg. von Irene A. Diekmann. 2009,  (ISBN 978-3-89487-611-1).
- mit Gert Mattenklott und Michael Philipp: „Verkannte brüder“? Stefan George und das deutsch-jüdische Bürgertum zwischen Jahrhundertwende und Emigration. Olms, Hildesheim 2001.
- mit Irene Diekmann: Das Wilkomirski-Syndrom (de). Eingebildete Erinnerungen oder Von der Sehnsucht Opfer zu sein. Pendo Verlag, Zürich/ München 2002,  (ISBN 3-85842-472-2)
- mit Elke-Vera Kotowski und Hiltrud Wallenborn: Handbuch zur Geschichte der Juden in Europa. Wissenschaftliche Buchgesellschaft, Darmstadt 2001,  (ISBN 3-534-14086-9).
- mit Eliezer Ben-Rafael und anderen: Building a Diaspora. Russian Jews in Israel, Germany and the USA (= International Comparative Social Studies, Bd. 13),  (ISBN 978-90-04-15332-5).
- mit Anna-Dorothea Ludewig: Eine Debatte ohne Ende? Raubkunst und Restitution im deutschsprachigen Raum. Verlag für Berlin-Brandenburg, Berlin 2007.
- mit Elke-Vera Kotowski, Vom Hekdesch zum Hightech. 250 Jahre Jüdisches Krankenhaus im Spegel der Geschuiche der Juden in Berlin, Berlin 2007.
- Bibliothek Verbrannter Bücher. Eine Auswahl der von den Nationalsozialisten verbotenen und verfemten Bücher. 10 Bände. Olms, Hildesheim 2008.
- mit Lars Rensmann (de): Politics and Resentment. Antisemitism and Counter-Cosmopolitanism in the European Union. Brill, Leiden 2011,  (ISBN 978-90-04-19046-7).
- mit Olaf Glöckner: A Road to Nowhere. Jewish Experiences un Unifying Europe (= Jewish Identities in a Changing World, Vol. 17),  (ISBN 978-90-04-20158-3)
- mit Anna-Dorothea Ludewig und Ines Sonder: Aufbruch in die Moderne. Sammler, Mäzene und Kunsthändler in Berlin 1880–1933. Köln 2012,  (ISBN 978-3-8321-9428-4).
- mit Olaf Glöckner (de): Deutschland, die Juden und der Staat Israel. Eine politische Bestandsaufnahme. Olms, Hildesheim 2016,  (ISBN 978-3-487-08580-7).
- mit Elizer Ben-Rafael, Olaf Glöckner und Yitzhak Sternberg: Handbook of Israel. Major Debates. 2 Bände. De Gruyter, Berlin 2016,  (ISBN 978-3-11-035160-6).
- mit Elke-Vera Kotowski und anderen: Zakhor. Imaginations of the former Jewish Vilne in modern Lithuanian Art. Hentrich & Hentrich, Berlin 2016,  (ISBN 978-3-95565-143-5).
- mit Thomas L. Gertzen: Grenzgänger. Jüdische Wissenschaftler, Träumer und Abenteurer zwischen Orient und Okzident. Hentrich & Hentrich, Berlin und Leipzig 2020,  (ISBN 978-3-95565-375-0).
- mit Martina Bitunjac: Complicated Complicity. European Collaboration with Nazi-Germany during World War II. De Gruyter, Berlin/Boston 2021.

### Textes annotés et éditions de lettres et autres
- Zionismus. Vierunddreissig Aufsätze. Nymphenburger Verlagshandlung, München 1973,  (ISBN 3-485-03216-6).
- Friedrich Albert Lange. Die Arbeiterfrage. Jedermann Hauseigenthümer. Sozialpolitik zwischen Liberalismus und Sozialismus (= Duisburger Hochschulbeiträge. Band 4). Braun Verlag, Duisburg 1975.
- Im Streit um Kafka und das Judentum. Max Brod/Hans-Joachim Schoeps. Briefwechsel. Königstein/Ts. 1985.
- Richard Meyer von Achenbach. Gedanken über eine konstruktive deutsche Ostpolitik. Denkschrift aus dem Jahre 1953. Athenäum Verlag, Frankfurt am Main 1986.
- Auf der Suche nach einer jüdischen Theologie. Der Briefwechsel zwischen Schalom Ben-Chorin und Hans-Joachim Schoeps. Frankfurt am Main 1989,  (ISBN 3-610-00424-X).
- mit Alex Bein u. a.: Theodor Herzl. Briefe und Tagebücher. 7 Bände. Propyläen, Berlin/ Frankfurt/ Wien 1983–1996.
- mit Alphons Silbermann (de) und Hans Süssmuth: Franz Oppenheimer: Gesammelte Schriften. 3 Bände, Berlin 1995–1998.
  - Band 1: Theoretische Grundlegung
  - Band 2: Politische Schriften
  - Band 3: Schriften zur Marktwirtschaft
- Fritz Heymann. Tod oder Taufe. Die Vertreibung der Juden aus Spanien und Portugal im Zeitalter der Inquisition. Jüdischer Verlag, Frankfurt am Main 1988,  (ISBN 3-610-00409-6).
- Felix Busch. Aus dem Leben eines königlich-preußischen Landrats, Berlin 1991, 2. Auflage, Potsdam 2000
- A. Bernstein. Ghettogeschichten. Vögele der Maggid/ Mendel Gibbor. Hentrich, Berlin 1994.
- mit Hanna Delf: Gustav Landauer-Fritz Mauthner, Briefwechsel 1890–1919. C.H. Beck, München 1994,  (ISBN 3-406-38657-1).
- mit Jutta Dick: Salomon Ludwig Steinheim und Johanna Steinheim. Briefe (= Haskala. Wissenschaftliche Abhandlungen,  Bd. 9) Olms, Hildesheim 1996.
- Gabriel Riesser: Gesammelte Schriften (= Bibliothek des deutschen Judentums), 4 Bde. Olms, Hildesheim 2001.
- A. Bernstein in seiner Zeit. Briefe und Materialien (= Haskala. Wissenschaftliche Abhandlungen. Band 43). Olms, Hildesheim 2010.

Écrits recueillis
- Deutsch-jüdische Geschichte durch drei Jahrhunderte. Ausgewählte Schriften. 10 Bände und ein Ergänzungsband (Die späten Jahre und Bibliographie). Olms, Hildesheim 2010–2013.